# 1,5-diazabiciclo(5.4.0)undec-7-ene
Il 1,8-diazabiciclo[5.4.0]undec-7-ene, comunemente noto come DBU, è un composto chimico appartenente alla classe delle ammidine. Viene impiegato come catalizzatore in alcune sintesi organiche, ligando in complessi e base non-nucleofila.
È impiegato come agente protettivo nella sintesi delle cefalosporine, nella purificazione del fullerene con il trimetilbenzene (reagisce con il C70 e con i fullereni superiori, ma non con il C60), come catalizzatore nella sintesi del poliuretano. Ha infatti un forte effetto catalizzatore nelle reazioni con isocianati aliciclici e alifatici.
Viene impiegato come catalizzatore in alcune sintesi organiche, come legante in complessi e come base non nucleofila.